# Bernd Jeand’Heur
Bernd Jeand’Heur (* 6. Februar 1956 in Mannheim; † 15. Februar 1997 ebenda) war ein deutscher Jurist.

## Leben
Von 1978 bis 1983 studierte Jeand’Heur Rechtswissenschaften in Mannheim und Heidelberg. Nach der Promotion 1988 zum Dr. iur. an der Universität Heidelberg und der Habilitation 1993 in Hamburg war er von 1994 bis 1996 Professor (C3) für Öffentliches Recht, insbesondere Verwaltungsrecht und Verwaltungslehre, in Bochum und von 1996 bis 1997 Professor (C4) für Öffentliches Recht, insbesondere Verfassungsrecht, Rechtsphilosophie, in Rostock.

## Schriften (Auswahl)
- Sprachliches Referenzverhalten bei der juristischen Entscheidungstätigkeit. Berlin 1989, ISBN 3-428-06705-3.
- mit Hermann Avenarius: Elternwille und staatliches Bestimmungsrecht bei der Wahl der Schullaufbahn. Die gesetzlichen Grundlagen und Grenzen der Ausgestaltung von Aufnahme- bzw. Übergangsverfahren für den Besuch weiterführender Schulen. Berlin 1992, ISBN 3-447-05082-9.
- Verfassungsrechtliche Schutzgebote zum Wohl des Kindes und staatliche Interventionspflichten aus der Garantienorm des Art. 6. Abs. 2 Satz 2 GG. Berlin 1993, ISBN 3-428-07857-8.
- mit Ralph Christensen: Nordrhein-Westfälisches Verwaltungsrecht. Übungs- und Examensklausurenkurs. Stuttgart 1995, ISBN 3-415-02082-7.